# Level 5 Motorsports

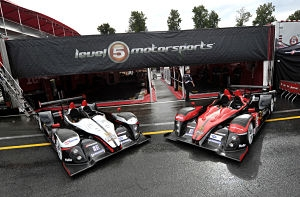
Auftritt des Teams in der ersten ALMS-Saison

Level 5 Motorsports war ein US-amerikanisches Motorsport-Team, welches im Sportwagen-Sport aktiv war. Team-Eigentümer war Scott Tucker. 2014 löste sich das Team auf.

## Geschichte

### Gründung und erste Jahre
Das Team wurde 2006 von Scott Tucker gegründet und war zunächst im Amateur-Sport aktiv. Tucker selbst fuhr dabei in der Ferrari Challenge North America sowie der SCCA National Championship. Bereits ein Jahr später stieg das Team auch in den Profi-Bereich ein und bestritt mit Tucker und Ed Zabinski Rennen in der Rolex Sports Car Series sowie der KONI-Challenge. Neben diesen beiden Serien im Rahmen der Grand-Am, fuhr Tucker auch in der IMSA GT3 Cup Challenge, dem amerikanischen Porsche-Markenpokal.

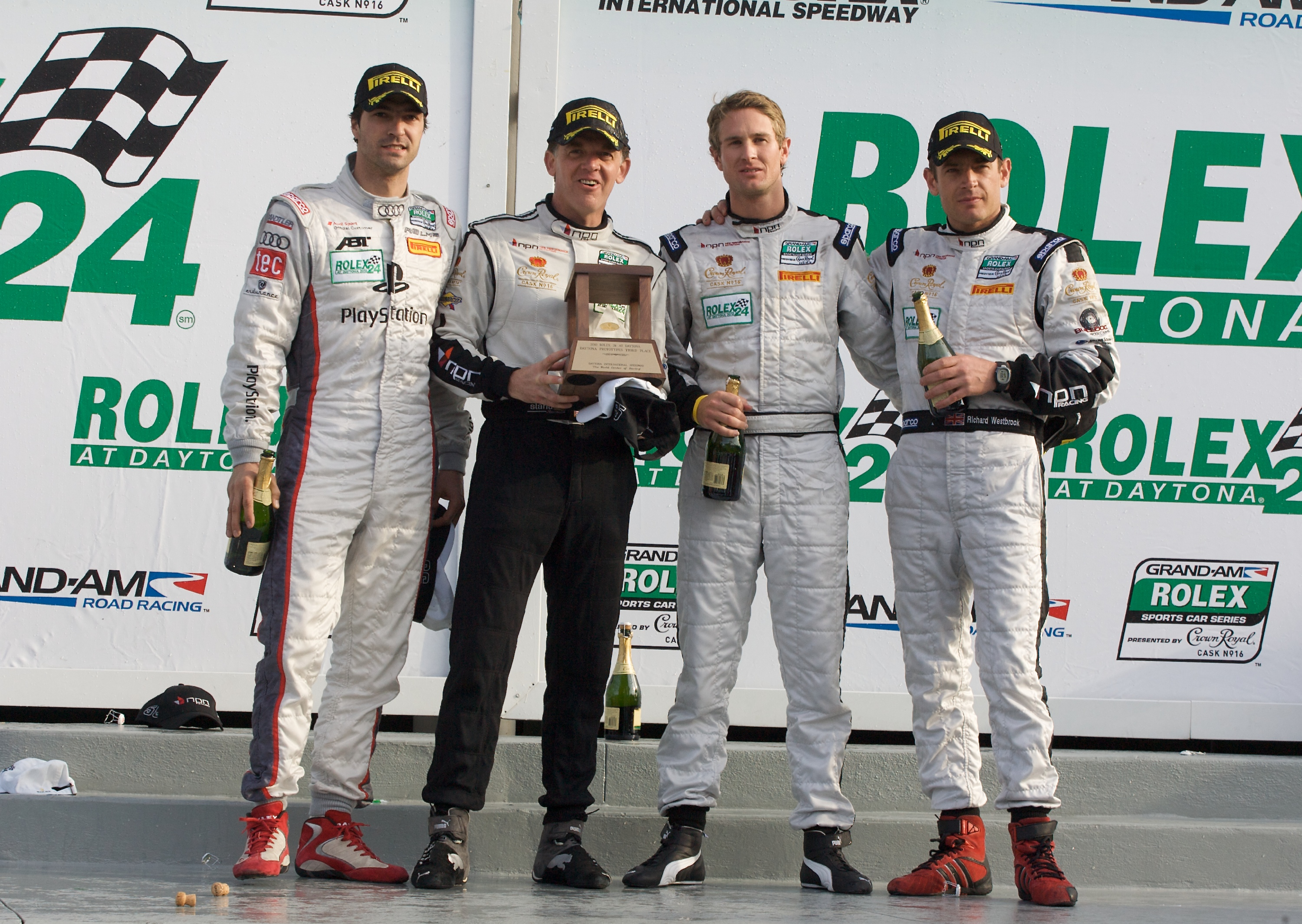
Podiumsplatz beim Rolex 24 2010

### Rolex Sports Car Series
In der Saison 2008 fuhr das Team erneut in den Markenpokalen von Ferrari und Porsche sowie außerdem vier Rennen in der Rolex Spors Car Series. Es war auch das erste Jahr von Christophe Bouchut bei Level 5 Motorsports, der Beginn einer mehrjährigen Partnerschaft zwischen ihm und Scott Tucker.
Zur Saison 2009 schrieb sich Level 5 für acht Rennen der Rolex Sports Car Series ein. Hier begann die Porotypen-Karriere des Teams, denn es wurde ein Riley-BMW in der Daytona Prototypes Klasse eingesetzt. Bestes Resultat war ein dritter Rang beim Crown Royal 200 at the Glen auf der Kurzvariante der Strecke in Watkins Glen von Tucker und Bouchut.
Im Jahr 2010 standen noch einmal zwei Rennen in der Rolex Sports Car Series auf dem Programm. Beim Rolex 24 at Daytona wurde von Tucker, Ryan Hunter-Reay, Lucas Luhr und Richard Westbrook mit dem dritten Platz der bis dahin größte Erfolg der Team-Geschichte eingefahren. Ein Jahr später startete das Team zum bis heute letzten Mal in der Serie, in Daytona setzte man erneut zwei Fahrzeuge ein. Mit den Plätzen acht und elf konnte der Erfolg des Vorjahres nicht wiederholt werden.

### American Le Mans Series
Mit der Einführung der LMPC-Klasse wechselte das Team sein Haupt-Tätigkeitsfeld in die American Le Mans Series. In der Saison 2010 wurden zwei Fahrzeuge in der Serie eingesetzt. Bereits bei den 12 Stunden von Sebring, dem ersten Saison-Rennen, wurde ein Klassensieg von Tucker, Bouchut und Mark Wilkins eingefahren. Im Verlauf der Saison wurden vier weitere Klassensiege eingefahren, die Team-Meisterschaft gewonnen und Scott Tucker wurde Fahrer-Meister in der LMPC-Klasse.
Bereits eine Saison später stieg Level 5 in die LMP2-Klasse auf und setzte in der ersten Saison auf verschiedenes Equipment. In Sebring wurde ein Lola B11/40 sowie ein Lola B08/80 eingesetzt, beide mit HPD Motoren im Heck. In Long Beach im April und Road America im August war nur noch der B11/40 am Start, die drei Rennen zwischen diesen beiden Events sowie das Rennen in Baltimore setzte das Team aus. Beim vorletzten Rennen in Laguna Seca wurde der Wechsel zum HPD ARX 01g vollzogen, zum Saisonabschluss beim Petit Le Mans wurden zwei HPD eingesetzt. Da es in dieser Saison jedoch nur beim Petit Le Mans ein weiteres Fahrzeug in der LMP2-Klasse gab, konnte Level 5 auch mit den wenigen Einsätzen den Team- und Tucker und Bouchut erneut den Fahrer-Titel gewinnen.

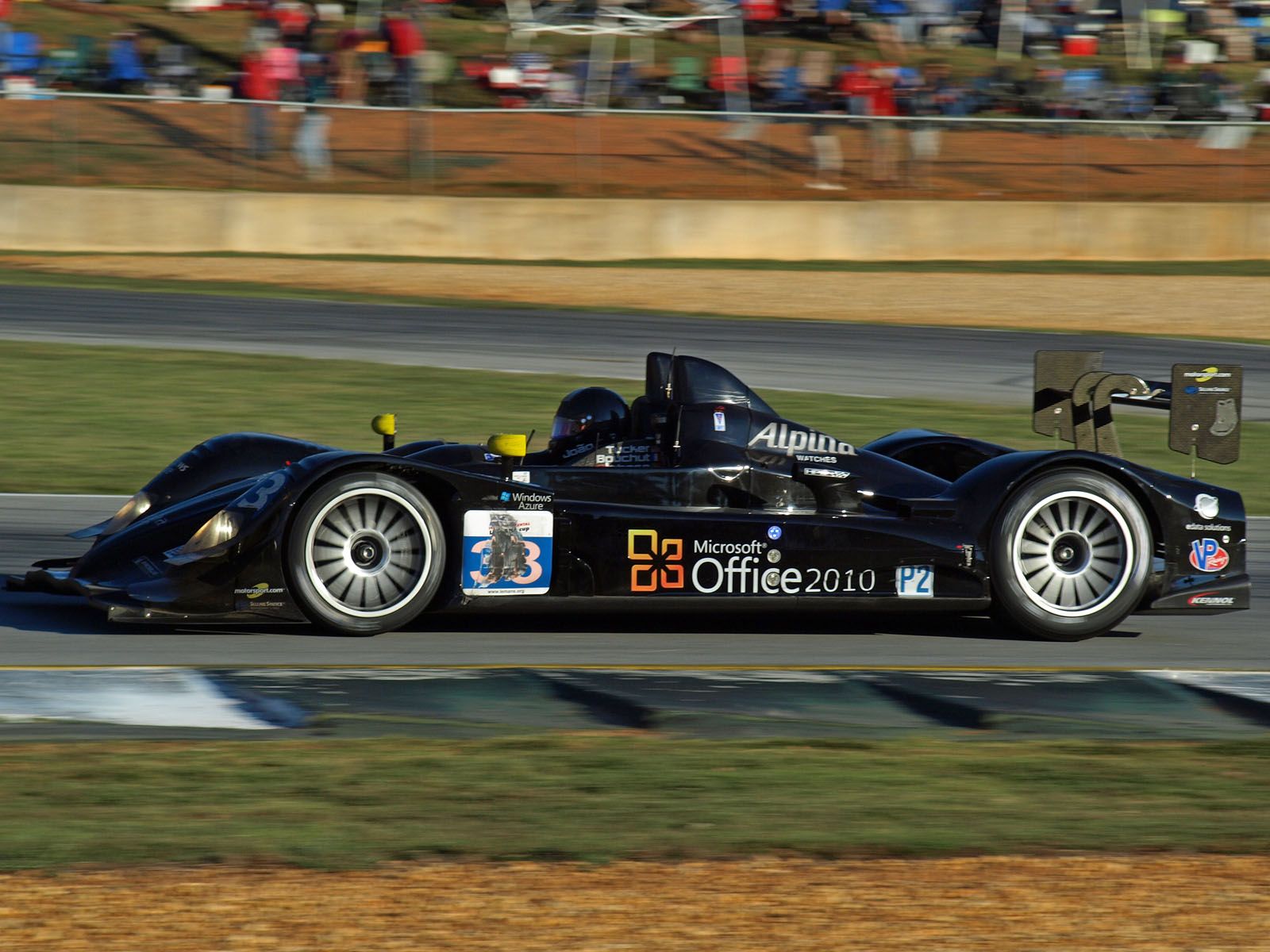
Auf dem Weg zum Klassensieg beim Petit Le Mans 2011

HPD blieb der Partner für die Saison 2012. Level 5 gewann acht der zehn Saison-Rennen mit dem HPD ARX 03b, sodass der Team- und der Fahrer-Titel ein weiteres Mal verteidigt werden konnten.
Auch 2013 war das Team wieder mit zwei Fahrzeugen in der ALMS aktiv, die Entscheidung hierzu fiel jedoch sehr spät. Das Team machte zur Voraussetzung, dass über die gesamte Saison ein weiteres Team am Start ist. Extreme Speed Motorsports entschloss sich von der GT in die LMP2-Klasse aufzusteigen um dieser Konkurrent zu sein. Tucker trat mit verschiedenen Copiloten an und konnte erneut die Fahrer-Titel in seiner Klasse einfahren, während das Team ebenfalls den Titel verteidigen konnte.

### United SportsCar Championship
Durch die Fusion der ALMS und der Rolex SportsCar Series entstand 2014 die United SportsCar Championship. Level 5 Motorsports plante hier in der LMPC und der GT-Daytona Klasse anzutreten. Beim 24-Stunden-Rennen von Daytona startete das Team mit zwei Fahrzeugen in der GTD-Klasse. Der Ferrari mit der Nummer 555 und den Fahrern Scott Tucker, Bill Sweedler, Townsend Bell, Jeff Segal und Alessandro Pier Guidi holte den Sieg. Seinen Sieg konnte das Team aber nicht direkt feiern, da es in der letzten Runde mit einer 75-Sekunden-Strafe belegt wurde, die der Veranstalter einige Stunden später wieder zurücknahm. Im Februar gab Level 5 Motorsports seinen Rückzug aus der United SportsCar Championship bekannt.

### ILMC / 24 Stunden von Le Mans
Auf internationaler Ebene stieg Level 5 2011 zum ersten Mal ein. Im Intercontinental Le Mans Cup (ILMC) fuhr das Team fünf der sieben Saisonrennen mit Tucker, Bouchut und João Barbosa. Das Team mit dem Lola B11/80 HPD erreichte dabei einen Klassensieg in der LMP2 beim Petit Le Mans und beendete die Saison in der Team-Meisterschaft auf dem dritten Rang. Auch der erste Start beim 24-Stunden-Rennen von Le Mans, welcher Teil dieser ILMC-Saison war, konnte mit dem dritten Klassen-Rang erfolgreich gestaltet werden.
Ein Jahr später betritt Level 5 nur das 24-Stunden-Rennen, schied mit Tucker, Bouchut und Luis Díaz jedoch nach 240 absolvierten Runden aus. 2013 fuhren Tucker, Marino Franchitti und Ryan Briscoe in der LMP2-Klasse über die Ziellinie, wurden jedoch mit nur 242 gefahrenen Runden nicht gewertet.

### Auflösung
Tucker finanzierte das Team durch organisierte Kriminalität. Von seinem Kreditunternehmen zweigte er einen zweistelligen Millionenbetrag ab um dessen Einsatz zu finanzieren. Gegen das Unternehmen wurde bereits 2012 ermittelt. 2013 folgte aber ein Freispruch. Im Mai 2014 wurde der Unternehmensvorstand vor Gericht vorgeladen. Im selben Jahr wurden Fahrzeuge des Teams zum Verkauf angeboten.